# Ácido eritórbico
El ácido eritórbico o eritorbato, antes conocido como ácido isoascórbico o ácido D-araboascórbico, es un estereoisómero del ácido ascórbico. Es un aditivo vegetal de los alimentos que se produce a partir de la sacarosa. Se identifica con la etiqueta E315, y es muy usado como antioxidante en alimentos procesados. Se han realizado diversos ensayos clínicos para investigar el valor nutritivo del ácido eritórbico. Una de esas pruebas estudió los efectos del ácido eritórbico sobre el metabolismo de la vitamina C en mujeres jóvenes, no encontrándose ningún efecto de aumento o disminución de vitamina C en el cuerpo. Un estudio posterior ha descubierto que el ácido eritórbico es un potenciador muy potente de la absorción de hierro no hemo.